# Scopula dissimulans
Scopula dissimulans är en fjärilsart som beskrevs av W. Warren 1898. Scopula dissimulans ingår i släktet Scopula och familjen mätare. Inga underarter finns listade.